# Symphonie pour un homme seul
Symphonie pour un homme seul è una composizione di musica concreta, scritta intorno al 1949 da Pierre Schaeffer e Pierre Henry. È una delle opere più rappresentative di Schaeffer e quella che gli ha dato una notorietà in ambito artistico. Il componimento vuole rappresentare la tipologia di suoni di cui un unico individuo può venire in contatto. Nel 1955 Maurice Béjart ha creato un balletto su tale opera musicale.

## Descrizione
Nonostante venga usato il termine "symphonie" nel titolo della composizione, tale opera non rientra nella definizione tipica di sinfonia bensì è più propriamente una suite suddivisa in dodici movimenti. In riferimento a questa composizione, l'autore la descrisse come "un'opera per non vedenti, una performance senza ragionamento, un poema fatto di rumori, di esplosioni di testi, parole o musica".